# الطاقة في المكسيك

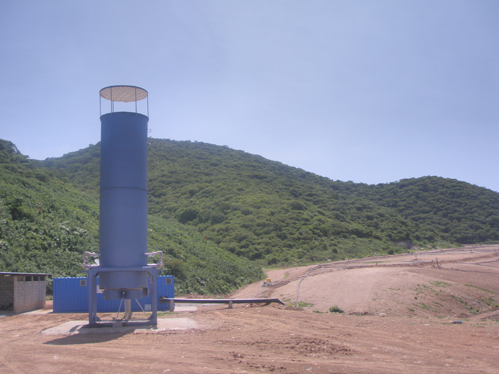
مشروع ميلبيلاس لاسترداد غاز المكب: تعزيز استدامة الطاقة في المكسيك وتقليل الانبعاثات في قطاع الطاقة

تشمل الطاقة في المكسيك (بالإنجليزية: Energy in Mexico) إنتاج الطاقة والوقود وتوليد الكهرباء واستهلاكها واستيرادها في المكسيك.
في عام 2008، أنتجت المكسيك 234 كيلوواط ساعة من الكهرباء، منها 86 كيلوواط ساعة من محطات الطاقة الحرارية و 39 كيلوواط ساعة من الطاقة المائية و 18 كيلوواط ساعة من الفحم الحجري و 9.8 كيلوواط ساعة من الطاقة النووية و 7 كيلوواط ساعة من الطاقة الحرارية الأرضية و 0.255 كيلوواط ساعة من طاقة الرياح. تُعد المكسيك من بين أكبر منتجي النفط ومصدريه في العالم.
في عام 2022، شمل إجمالي إمدادات الطاقة في المكسيك من النفط، الذي يمثل 44.3٪ مع الغاز الطبيعي بنسبة 39.0٪ والفحم الحجري بنسبة 5.5٪. شكّل الوقود الحيوي والنفايات 5.0٪ من المجموع، بينما شكلت مصادر الطاقة المتجددة الأخرى، مثل الطاقة المائية وطاقة الرياح والطاقة الشمسية 4.8٪. ساهمت الطاقة النووية بجزء ضئيل بنسبة 1.5٪ من إجمالي إمدادات الطاقة.

## إنتاج النفط
تحتل المكسيك المرتبة الثانية عالميًا بإنتاج النفط والمرتبة الثالثة عشر من حيث صافي الصادرات. تحتل المكسيك أيضًا المرتبة السابعة عشر من حيث امتلاكها لأكبر احتياطي نفطي في العالم، وهي رابع أكبر منتج للنفط في نصف الكرة الغربي بعد الولايات المتحدة وكندا وفنزويلا. المكسيك هي عضو في منظمة أوبك واتفاقية التبادل الحر لشمال أمريكا (نافتا).
يساهم قطاع النفط بجزء هام في اقتصاد المكسيك؛ وعلى الرغم من انخفاض إنتاج النفط في السنوات الأخيرة، ما تزال عائدات النفط تولد أكثر من 10٪ من عائدات صادرات المكسيك. توفر الضرائب المرتفعة على عائدات بيميكس حوالي ثلث إجمالي الإيرادات الضريبية التي تجمعها الحكومة.

## الطاقة المتجددة
تساهم الطاقة المتجددة في 26 بالمئة من توليد الكهرباء في المكسيك. اعتبارًا من عام 2009، تم توليد الكهرباء من الطاقة المتجددة من الكتلة الحيوية والطاقة المائية والطاقة الحرارية الأرضية والطاقة الشمسية وطاقة الرياح. يتم بذل جهود كبيرة على المدى الطويل لزيادة استخدام مصادر الطاقة المتجددة. تحتل المكسيك المرتبة الرابعة عالميًا من حيث كمية الطاقة الحرارية الأرضية المستهلكة والمخزنة.
مع تزايد انتشار أهمية الطاقة النظيفة المستدامة، يواصل المسؤولون والحكوميون الاستثمار في الأبحاث والابتكارات لجعل المكسيك مثالًا رائدًا للطاقة المتجددة. تُظهر التوقعات المستندة إلى ترتيب الطاقة الحالي البلاد بان معدلات الطاقة المتجددة سوف ترتفع بنسبة 26 في المئة في المكسيك إلى 35 في المئة بحلول عام 2035.
لن يؤدي هذا إلى مستقبلًا أكثر استدامةً فحسب، بل سيزيد أيضًا من نسبة الوظائف في المناطق الريفية. زادت نسبة الوظائف بنسبة 14 في المئة خلال السنوات 8 الماضية في قطاع الطاقة المتجددة. مع الاعتراض على خلق المزيد من الوظائف المحلية لسكان المكسيك، تؤدي زيادة الطاقة المستدامة إلى انخفاض الطلب على الوقود التقليدي مثل زيت الوقود وغاز البنزين والفحم والغاز الطبيعي. مع انخفاض الطلب على هذه الأنواع من الوقود، وخاصةً البنزين والديزل، وزيادة الطلب على وقود الطائرات، سيؤدي ذلك إلى انخفاض الحاجة إلى الواردات، ذلك أن الاعتماد على عدد أقل من الواردات يؤدي إلى ازدهار الأمن القومي.

## القوى الحرارية الطبيعية
سجلت المكسيك سادس أكبر إنتاج للطاقة الحرارية الأرضية في عام 2019. وهي موطن لأكبر محطات الطاقة الحرارية الأرضية في العالم، مثل محطة سيرو برييتو للطاقة الحرارية الأرضية.